# 82 Ursae Majoris
82 Ursae Majoris är en misstänkt pulserande variabel av Delta Scuti-typ (DSCT:) i stjärnbilden Stora björnen.
Stjärnan har visuell magnitud +5,46 och varierar i amplitud och period som är okänd.